# Fast Reroute
Fast Reroute (pol. szybkie przekierowanie) – technologie MPLS (ang. Multiprotocol Label Switching) i IP zapewniające szybkie wznawianie ruchu po awariach łącza lub routera dla usług o znaczeniu krytycznym. W przypadku awarii pojedynczego łącza lub węzła może odzyskać przepływność w ciągu 50 ms. Wdrożenia przemysłowe występują u takich dostawców jak Cisco, Juniper, Brocade Communications Systems czy Alcatel-Lucent. 
W domenie IP trasy alternatywne wolne od pętli i technologia not-via są wykorzystywane do natychmiastowego odzyskania pakietu danych po awarii domyślnego następnego skoku (next-hop).
Technologie są częścią rodziny protokołów RSVP i IP; opisują je m.in. RFC 4090 i 5714  .

## Metody tworzenia kopii zapasowych
Zapasowe ścieżki można skonfigurować dla : 
- ochrony połączeń (link protection),
- ochrony węzła (node protection).

Istnieją dwie metody tworzenia kopii zapasowych ścieżek przełączanych etykietą (LSP): 
- one to one – tworzy alternatywne punkty LSP dla każdego chronionego LSP w każdym punkcie, gdzie możliwa jest naprawa lokalna,
- facility – tworzy tunel obejściowy w celu ochrony możliwego punktu awarii.